# Aron Freimann

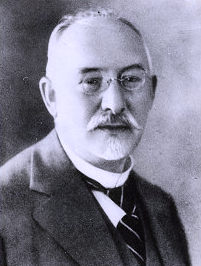
Aron Freimann

Aron Freimann (geboren am 5. August 1871 in Filehne, Provinz Posen; gestorben am 6. Juni 1948 in New York) war ein deutscher Bibliograph, Historiker und Bibliothekar.

## Leben
Aron Freimann wuchs in Ostrowo auf und besuchte dort von 1881 bis 1893 das Katholische Gymnasium. Seine religiöse Unterweisung erhielt er von seinem Vater, dem Gemeinderabbiner Israel Meir Freimann, nach dessen Tod von dem Amtsnachfolger Rabbiner Elias Plessner sowie von seinem Cousin Jakob Freimann. 1893 immatrikulierte er sich an der Königlichen Friedrich-Wilhelms-Universität Berlin mit den Fächern Geschichte und Orientalistik und besuchte gleichzeitig das dortige orthodoxe Rabbinerseminar. Freimann wurde 1896 in Erlangen zum Doktor der Philosophie promoviert.
Seit 1898 war Freimann, der 1919 die Titularprofessur erhielt, an der Frankfurter Stadtbibliothek, der heutigen Universitätsbibliothek, als Bibliothekar tätig. Mit Unterstützung durch zahlreiche Spenden jüdischer Mäzene baute er die Hebraica- und Judaica-Sammlung der Bibliothek zur größten des europäischen Kontinents und zu einer der bedeutendsten Sammlungen weltweit aus. Mit der Machtübernahme der Nationalsozialisten wurde Freimann im März 1933 nach 35-jähriger Dienstzeit sofort seines Amtes enthoben und durfte die Bibliothek nicht mehr betreten. Mit seiner Frau emigrierte er im April 1939 über England in die Vereinigten Staaten. In New York arbeitete er in der New York Public Library sowie als Dozent und wurde als Bibliograph und Gelehrter auch im amerikanischen Wissenschaftsbetrieb anerkannt.
Aron Freimann war in der Gemeindepolitik aktiv. Er fungierte als Synagogenvorsteher der Börneplatzsynagoge und war seit 1918 als Vertreter der Konservativen Fraktion im Vorstand der Israelitischen Gemeinde Frankfurt am Main, seit 1928 als stellvertretender Vorstandsvorsitzender tätig. 1937 wurde er als Vertreter der Gemeindeorthodoxie in den Präsidialausschuss der Reichsvertretung der Deutschen Juden gewählt. Vom 6. März 1939 bis zu seiner Emigration hatte Freimann das Amt des Vorsitzenden der von den Nazis zwangsvereinigten Jüdischen Gemeinde inne und war somit der letzte Vorsitzende der jahrhundertealten Frankfurter Jüdischen Gemeinde.
Freimann war mit Therese Horovitz, der Tochter des Frankfurter Gemeinderabbiners Markus Horovitz, verheiratet. Das Paar hatte eine Tochter.

## Familie
Aron Freimann stammt aus einer Familie, die seit Generationen bedeutende Rabbiner hervorgebracht hat. Sein Großvater mütterlicherseits war der Rabbiner Jakob Ettlinger in Altona, der als Begründer der modernen Orthodoxie in Deutschland gilt. Sein Vater war Israel Meir Freimann, Gemeinderabbiner in Filehne, danach Ostrowo. 1875, nach dem Tod von Zacharias Frankel, wurde ihm das Amt des Rektors des Jüdisch-Theologischen Seminars in Breslau angetragen, das er jedoch ablehnte. Jakob Freimann, Oberrabbiner der Jüdischen Gemeinde Posen und ab 1929 Oberrabbiner und Vorsitzender des Rabbinatsgerichts in Berlin, war der Cousin und spätere Schwager von Aron Freimann. Dessen Sohn Alfred (Abraham Chaim) Freimann war Wissenschaftler und Jurist und wurde 1942 zum Dozenten für Jüdisches Recht an der Hebräischen Universität in Jerusalem ernannt.

## Arbeitsgebiete
Freimann verdiente seinen Lebensunterhalt als Bibliothekar der Hebraica- und Judaica-Sammlung der Universitätsbibliothek, die heute Freimann-Sammlung heißt. Der von Freimann herausgegebene Katalog der Frankfurter Judaica-Sammlung gilt mit ca. 15.000 Titeln bis heute als der beste und umfangreichste Judaica-Fachkatalog einer deutschen Bibliothek und umfasst die gesamte historische Literatur zur Wissenschaft des Judentums bis 1932. Seit den 1990ern hat Rachel Heuberger die Digitalisierung der historischen Judaica-Bestände der Bibliothek umgesetzt, darunter auch die der Freimann-Sammlung. Deren Bestände sind allerdings infolge des Dritten Reichs und des Zweiten Weltkriegs nicht mehr vollständig vorhanden. Seit 2011 arbeiten deshalb die Universitätsbibliothek und das Leo Baeck Institute in einem von der Deutschen Forschungsgemeinschaft und dem US-amerikanischen National Endowment for the Humanities geförderten Projekt daran, die weltweit verstreuten Werke der ehemaligen Sammlung zu erfassen und zu digitalisieren. Die so entstandene und weiter vervollständigte Virtuelle Judaica-Sammlung ist über das Internet frei zugänglich.
Freimann führte auch die bibliographischen Studien von Moritz Steinschneider fort, mit dem er in dessen letzten Lebensjahren eng zusammenarbeitete. Von 1905 bis 1921 gab er die von Heinrich Brody begründete Zeitschrift für hebräische Bibliographie (ZHB), die periodische Fachbibliographie der Wissenschaft des Judentums, in alleiniger Verantwortung heraus.
Freimann veröffentlichte zahlreiche Bibliographien zu bedeutenden Persönlichkeiten der Wissenschaft des Judentums, u. a. Abraham Berliner und Markus Brann, sowie über einzelne Themenbereiche der Jüdischen Studien. In der Vatikanischen Bibliothek katalogisierte er die hebräischen Handschriften. Freimann erstellte den ersten Gesamtkatalog hebräischer Handschriften, ein Verzeichnis der hebräischen Inkunabeln der Frankfurter Universitätsbibliothek und das erste Typenrepertorium hebräischer Inkunabeln sowie ein Verzeichnis der hebräischen Erstdrucke und ihrer örtlichen Herkunft und räumlichen Verbreitung. Die Liste seiner Publikationen umfasst über 400 bibliographische, historische und genealogische Aufsätze und Bücher sowie zahlreiche Buchbesprechungen.
Freimann hatte in seiner Funktion als Initiator und Organisator zweier wissenschaftlicher Großprojekte einen entscheidenden Einfluss auf die Entwicklung der deutschen jüdischen Geschichtswissenschaft nach dem Ersten Weltkrieg. Zum einen war er für die Redaktion des historisch-topographischen Handbuchs Germania Judaica – eines alphabetischen Verzeichnisses mit der Geschichte der jüdischen Gemeinden in den Ortschaften des Deutschen Reiches – verantwortlich, zum anderen gab er von 1929 bis 1939 die Zeitschrift für die Geschichte der Juden in Deutschland heraus.
Freimann engagierte sich für die jüdische Bibliophilie, war Mitglied im Ehrenausschuss der Soncino-Gesellschaft der Freunde des jüdischen Buches und gab die erste Publikation der Soncino-Gesellschaft heraus. 1909 wurde Freimann zum stellvertretenden Vorsitzenden des Vereins Mekize Nirdamim gewählt, der hebräische Handschriften in kritisch-wissenschaftlichen Editionen veröffentlichte. Von 1929 bis 1942 hatte er den Vorsitz des Vereins inne, der dann von Samuel Josef Agnon übernommen wurde.
Freimann wirkte entscheidend am Aufbau eines Netzwerkes von international anerkannten Forschern des Judentums mit und nahm darin eine zentrale Position ein. Mit den Bibliothekaren der großen Judaica-Sammlungen in aller Welt stand er ebenso in engem Kontakt wie mit den bedeutenden modern-hebräischen Schriftstellern Chaim Nachman Bialik und dem späteren Nobelpreisträger Agnon. Zu Freimanns 60. Geburtstag verfassten seine Freunde und Kollegen eine Festschrift, die von Alexander Marx und Herrmann Meyer herausgegeben und verspätet 1935 in Berlin veröffentlicht wurde.

## Ehrung
Die Stadt Frankfurt ehrte Aron und Therese Freimann durch die Benennung des Platzes vor der Zentralbibliothek der Universitätsbibliothek Johann Christian Senckenberg. Der Freimann-Platz wurde am 31. Oktober 2023 eingeweiht.

## Schriften
Die folgende Liste umfasst nur eine Auswahl der Veröffentlichungen von Freimann in chronologischer Reihenfolge.
Eine Bibliographie seiner Werke bis 1935 hat Hanna Emmrich zusammengestellt: Hanna Emmrich: Aron Freimann-Bibliographie. In: Alexander Marx, Hermann Meyer: Festschrift für Aron Freimann zum 60. Geburtstage. Dargebracht von der Soncino-Gesellschaft. Hrsg. von Alexander Marx, Herrmann Meyer. Aldus-Dr[uck], Berlin 1935, DNB 1195825072.
- Geschichte der israelitischen Gemeinde Ostrowo. Haym, Ostrowo 1896, urn:nbn:de:hebis:30-180012167008 (26 S.).
- Die Isagoge des Porphyrius in den syrischen Uebersetzungen. Inaugural-Dissertation. Berlin 1897, urn:nbn:de:bvb:355-ubr02082-8 (32 S. Zugl.: Erlangen, Univ., Diss., 1896).
- Ausstellung hebräischer Druckwerke. 2., verm. Auflage. Knauer, Frankfurt am Main 1902, urn:nbn:de:hebis:30:1-137335 (40 S.).
- Stammtafeln der Freiherrlichen Familie von Rothschild. Kumpf & Reis, Frankfurt am Main 1906, urn:nbn:de:hebis:30:1-302080 (74 Bl.).
- Juden (nach der Zerstörung Jerusalems). In: Jahresberichte der Geschichtswissenschaft. Band 30,1, 1907, ZDB-ID 217401-7, S. 24–35.
- Katalog der Bibliothek der Israelitischen Religionsschule zu Frankfurt am Main. Slobotzky, Frankfurt am Main 1909, urn:nbn:de:hebis:30:1-127528.
- Sammelband kleiner Schriften über Sabbatai Zebi und dessen Anhänger. Itzkowski, Berlin 1912, OCLC 917401189 (150 S.).
- Kontres Hamefaresch Haschalem. Bibliographie gedruckter und ungedruckter Talmudkommentare von Schriftstellern des Mittelalters. In: Festschrift zum siebzigsten Geburtstage David Hoffmann’s. Hrsg. von Simon Eppenstein, Meier Hildesheimer, Joseph Wohlgemuth. Lovis Lamm, Berlin 1914, DNB 361424396, S. 106–129 [des hebräischen Buchteils], urn:nbn:de:hebis:30:1-100982 (hebräisch; uni-frankfurt.de).
- Mit Markus Brann (Hrsg.): Germania Judaica. Band 1,1. Frankfurt am Main 1917, DNB 456729941.
- Zur Geschichte der jüdischen Buchillustration. In: Zeitschrift für hebraeische Bibliographie. Band 21, 1918, ZDB-ID 544109-2, S. 25–32 (sammlungen.ub.uni-frankfurt.de).
- (Hrsg.): Sēfer Maʿgal tôv haš-šālēm : hûʾ sippûr masʿôt hā-Rāv Ḥayyîm Yôsēf Dāwid Azzûlây / Ma’agal Tob Haschalem. Reisetagebuch des R. Hayim David Azulai. Heft 1. Itzkowski, Berlin 1921.
- Thesaurus typographiae hebraicae saeculi XV. Marx, Berlin 1924–1931. Reprint: Universitas Booksellers, Jerusalem 1969, DNB 995758999.
- Aus dem Stammbaum der Familien Ettlinger-Freimann-Horowitz. Marx, Berlin 1925, DNB 579407934.
- Die hebräischen Inkunabeln der Druckereien in Spanien und Portugal. In: Aloys Ruppel (Hrsg.): Gutenberg Festschrift zur Feier des 25jährigen Bestehens des Gutenbergmuseums in Mainz. Gutenberg-Gesellschaft, Mainz 1925, DNB 36606570X, S. 203–206.
- mit Isidor Kracauer: Francfort. Philadelphia 1929.
- Katalog der Judaica und Hebraica. Stadtbibliothek Frankfurt am Main, Band Judaica. Frankfurt am Main 1932, DNB 366357670; 2006, urn:nbn:de:hebis:30-36471 (mit Link zum PDF; 109,7 MB [!]).
- (Hrsg.): Ma’agal Tob Haschalem. Reisetagebuch des R. Hayim David Azulai. Heft 2. Jerusalem 1934.
- Die hebräischen Drucke in Rom im 16. Jahrhundert. In: Festschrift Dr. Jacob Freimann zum 70. Geburtstag. Berlin 1937.
- Manuscript Supercommentaries on Rashi’s Commentary on the Pentateuch. In: Rashi Anniversary Volume. American Academy for Jewish Research, New York, S. 43–114.
- A Gazetteer of Hebrew Printing. New York 1946.
- Union Catalog of Hebrew Manuscripts and Their Locations. 2 Bände. Band 1 (1973) enthält den Index von Menachem Schmelzer, Band 2 (1964) enthält den Photodruck des handschriftlichen Katalogs von Aron Freimann.